# François-Henry de Gasquet
François-Henry de Gasquet (1er mai 1774, Brest - 2 novembre 1860, Lorgues), est un agronome et homme politique français.

## Biographie
Il possédait des propriétés dans le Var, au Thoronet, et s'y occupait d'agriculture. Il remporta plusieurs récompenses pour des mémoires remarqués sur la culture des oliviers. Il fut maire du Thoronet de 1810 à 1820.
Les sentiments royalistes qu'il manifesta dès la première Restauration le firent nommer membre du conseil général du Var. Il entra, le 12 novembre 1820, à la Chambre des députés, où l'appela le collège de département du Var. Gasquet siégea au côté droit, prit peu de part aux délibérations de la Chambre, et rentra dans la vie privée en 1824.

## Armes
| Image | Armoiries |
| ----- | --- |
|       | François-Henry de Gasquet († 1860), Marquis de Gasquet, député. De sinople, au coq d'argent becqué, crêté, barbé et membré d'or ; au chef cousu d'azur, chargé d'un soleil levant d'or dissipant un nuage d'argent Devise: Post nubila Phoebus (Après la pluie, le beau temps) |